# Antrocephalus fuscipennatus
Antrocephalus fuscipennatus är en stekelart som beskrevs av Boucek 1988. Antrocephalus fuscipennatus ingår i släktet Antrocephalus och familjen bredlårsteklar. Inga underarter finns listade i Catalogue of Life.